# 島根県道340号出雲多伎インター線
島根県道340号出雲多伎インター線（しまねけんどう340ごう いずもたきインターせん）は、島根県出雲市を通る一般県道である。

## 概要
出雲市多伎町多岐から出雲市多伎町久村に至る。

### 路線データ
- 起点：出雲市多伎町多岐（道の駅前交差点、国道9号交点）
- 終点：出雲市多伎町久村（山陰自動車道湖陵・多伎道路 / 多伎・朝山道路 出雲多伎IC）
- 総延長：1,090.9 m[1]

## 歴史
- 2006年（平成18年）10月31日 - 島根県告示第1,017号により島根県道340号多伎インター線として認定される[注釈 1][1]。
- 2019年（平成31年）3月17日  - 同年2月15日付島根県告示第99号により島根県道340号出雲多伎インター線に改称される[2]。

## 地理

### 通過する自治体
- 島根県
  - 出雲市

### 交差する道路
| 交差する道路                                      | 交差する場所 | 交差する場所          |
| ------------------------------------------------- | ------------ | --------------------- |
| 国道9号                                           | 多伎町多岐   | 道の駅前交差点 / 起点 |
| E9 山陰自動車道 / 湖陵・多伎道路 / 多伎・朝山道路 | 多伎町久村   | 33 出雲多伎IC / 終点  |

### 交差する鉄道
- 山陰本線

### 沿線
- 道の駅キララ多伎（出雲市多伎町多岐）